# Cumatocinetus inareolatus
Cumatocinetus inareolatus là một loài tò vò trong họ Ichneumonidae.